# Kristin McGrath
Kristin McGrath (Durango, Colorado, 21 d'octubre de 1982) és una ciclista estatunidenca. Fou professional del 2010 al 2014.

## Palmarès
- 2008
  - Vencedora d'una etapa al Fitchburg Longsjo Classic
- 2011
  - Vencedora d'una etapa a la Cascade Cycling Classic
- 2012
  - Vencedora d'una etapa a la Cascade Cycling Classic
- 2013
  - 1a a la Cascade Cycling Classic